# مریم جمعه‌نظروا
مریم جمعه‌نظروا (به قرقیزی: Мээрим Жуманазарова؛ زادهٔ ۹ نوامبر ۱۹۹۹) یک کشتی‌گیر آزادکار اهل قرقیزستان است.
از افتخارات وی می‌توان به کسب مدال طلا قهرمانی کشتی جهان ۲۰۲۱ و مدال نقره بازی‌های المپیک ۲۰۲۴ پاریس و مدال برنز المپیک ۲۰۲۰ توکیو اشاره کرد.